# Хорошие мальчики
«Хорошие мальчики» (англ. Good Boys) — американский комедийный фильм режиссёра Джина Ступницки. Мировая премьера состоялась на кинофестивале South by Southwest 11 марта 2019 года. Фильм вышел в широкий прокат в США 14 августа того же года, получил положительные отзывы кинокритиков и собрал $ 111 млн при бюджете в $ 20 млн.

## Сюжет
Фильм рассказывает о трёх друзьях, прогуливающих школу, чтобы получить незабываемые впечатления…

## В ролях
| Актёр           | Роль        |
| --------------- | ----------- |
| Джейкоб Трамбле | Макс        |
| Кит Л. Уильямс  | Лукас       |
| Брэйди Нун      | Тор         |
| Молли Гордон    | Ханна       |
| Мидори Френсис  | Лили        |
| Айзек Ван       | Сорен       |
| Милли Дэвис     | Бриксли     |
| Джош Карас      | Бенджи      |
| Уилл Форте      | отец Макса  |
| Лил Рел Хауэри  | отец Лукаса |
| Ретта           | мать Лукаса |
| Чэнс Херстфилд  | Аттикус     |
| Энид-Рэй Адамс  | мать Тора   |
| Микаэла Уоткинс | продавщица  |
| Сэм Ричардсон   | офицер Сакс |
| Мэйси Джулайс   | Тейлор      |
| Зория Вонг      | Скотт       |

## Награды и номинации
| Список наград и номинаций | Список наград и номинаций | Список наград и номинаций       | Список наград и номинаций | Список наград и номинаций | Список наград и номинаций |
| Дата                      | Премия                    | Категория                       | Номинант                  | Итог                      | Примечания                |
| ------------------------- | ------------------------- | ------------------------------- | ------------------------- | ------------------------- | ------------------------- |
| 2019                      | The Joey Awards           | Лучший актёрский ансамбль       |                           | Победа                    |                           |
| 2020                      | Leo Awards                | Лучшая постановка трюков в кино | Майя Аро и Джеффри Аро    | Победа                    |                           |
| 2019                      | People's Choice Awards    | Лучшая кинокомедия              |                           | Номинация                 | [ 11 ]                    |